# Кан, Джозеф (журналист)
Джозеф Кан (англ. Joseph Kahn; род. 19 августа 1964 года) — американский журналист, лауреат Пулитцеровской премии 2006 года за «амбициозные истории о неустоявшейся системе правосудия в Китае в ходе развития правовой системы быстро растущей страны».

## Ранняя жизнь и образование
Джозеф Кан родился в Бостоне в семье основателя сети супермаркетов Purity Supreme и соучредителя глобальной сети офисных поставок Staples Лео Кана и его жены Дороти Дэвидсон. В 1987 году юноша получил степень бакалавра американской истории в Гарвард-колледже, где он служил президентом Harvard Crimson. Через три года он получил степень магистра восточноазиатских исследований в Гарвардской высшей школе искусств и наук.

## Карьера
К 1993 году Кан работал корреспондентом городских новостей и международным обозревателем в Dallas Morning News. В 1994-м он стал частью команды репортёров, удостоенных Пулитцеровской премии за репортажи о насилии в отношении женщин во всём мире. Вскоре он перешёл в штат Wall Street Journal, редакция которого отправила журналиста освещать новостную повестку в Китае.
В 1998 году журналист присоединился к New York Times. Поочерёдно он работал в вашингтонском бюро газеты, освещая международную экономику и торговлю, в нью-йоркском офисе, где занимался деловой журналистикой и вёл репортажи об Уолл-стрит, а также в шанхайском филиале. В 2003 году он возглавил отделение New York Times в Пекине, но продолжил журналистскую карьеру. В частности, он получил премию Роберта Кеннеди 2004 года за серию статей об условиях труда на экспортных предприятиях Китая. Эти материалы были также отмечены Клубом зарубежных корреспондентов.
В 2005 году Кан и его китайский коллега Джим Ярдли выиграли премию Гарри Чапина для медиа за серию статей об увеличении разницы в благосостоянии населения Китая и вспышках массовых протестов в стране. Через год журналисты были отмечены жюри Пулитцеровской премии за репортажи о становлении системы правосудия в Китае. Одновременно Кан и Ярдли получили почётную награду за выдающиеся достижения от Общества издателей Азии. В 2007 году Кан победил в конкурсе Общества американских бизнес-редакторов и писателей благодаря работе над проектом «Задыхаясь от роста: экологический кризис в Китае».
В феврале 2008 года Кана назначили заместителем редактора иностранных новостей New York Times, через три года его повысили до редактора отдела. В сентябре 2016 года Джозеф Кан занял пост управляющего редактора издания. Назначение было связано с модернизацией газеты, планом по расширению международной цифровой аудитории издания и увеличению доходов за пределами США. Помимо основной деятельности в New York Times, Кан часто выступал в качестве эксперта на национальном телевидении и участвовал в лекциях на актуальные проблемы.